# Alt Sankt Johann
Alt Sankt Johann (toponimo tedesco; in francese Saint-Jean-le-Vieux, desueto) è una frazione di 1 427 abitanti del comune svizzero di Wildhaus-Alt Sankt Johann, nel Canton San Gallo (distretto del Toggenburgo).

## Storia
Fino al 31 dicembre 2009 è stato un comune autonomo che si estendeva per 52,10 km²; il 1º gennaio 2010 è stato accorpato all'altro comune soppresso di Wildhaus per formare il nuovo comune di Wildhaus-Alt Sankt Johann, del quale Alt Sankt Johann è capoluogo.
Dal suo territorio nel 1833 fu scorporata la località di Stein, divenuta comune autonomo.